# Districtul Ouzellaguen
Ouzellaguen este un district din provincia Béjaïa, Algeria.